# Palazzo Davanzati

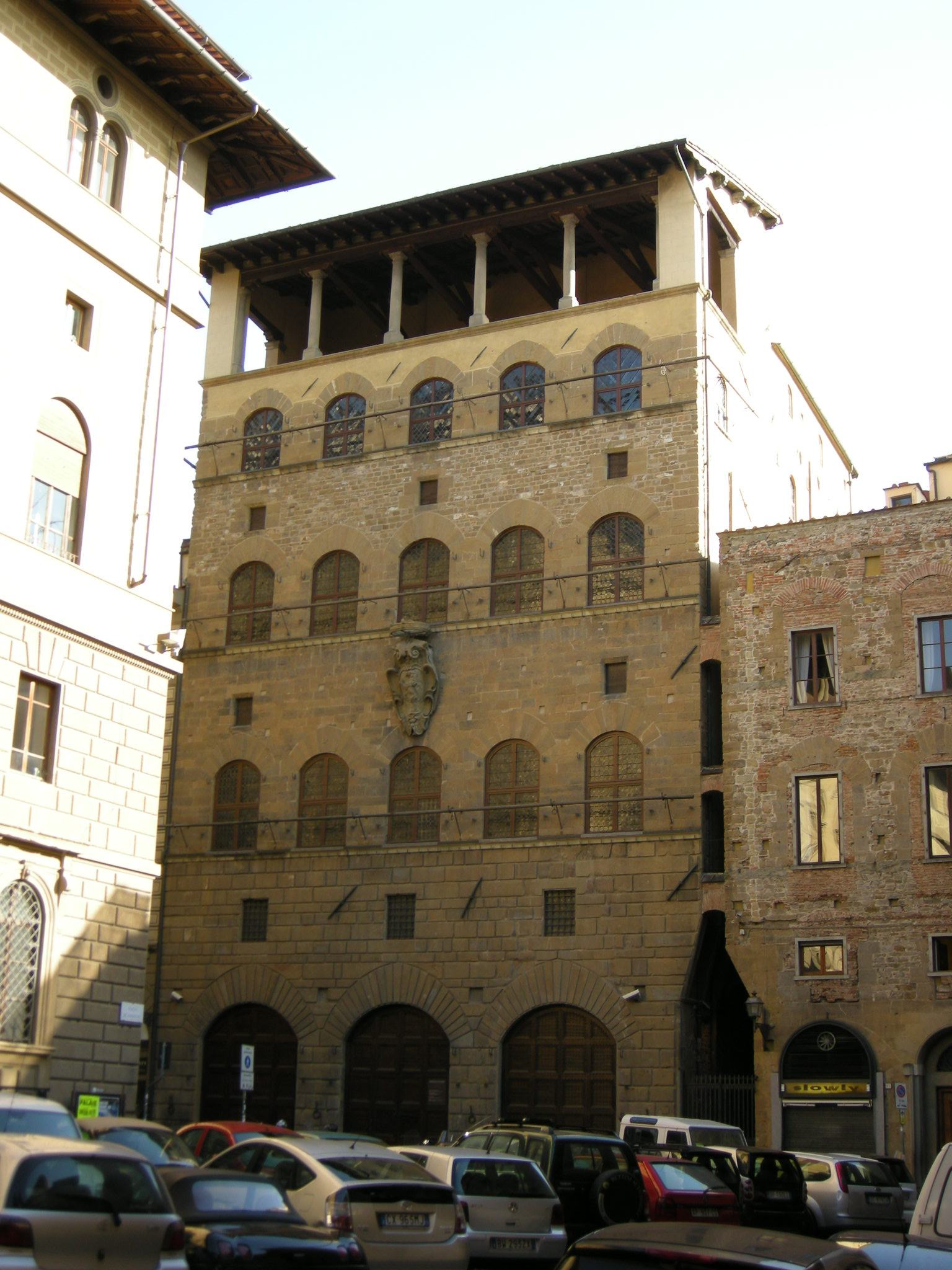
Fachada do Palazzo Davanzati.

O Palazzo Davanzati é um palácio de Florença que se encontra no nº 9  da Via di Porta Rossa. No seu interior hospeda o Museo della Casa Fiorentina Antica (Museu da Casa Florentina Antiga).

## História

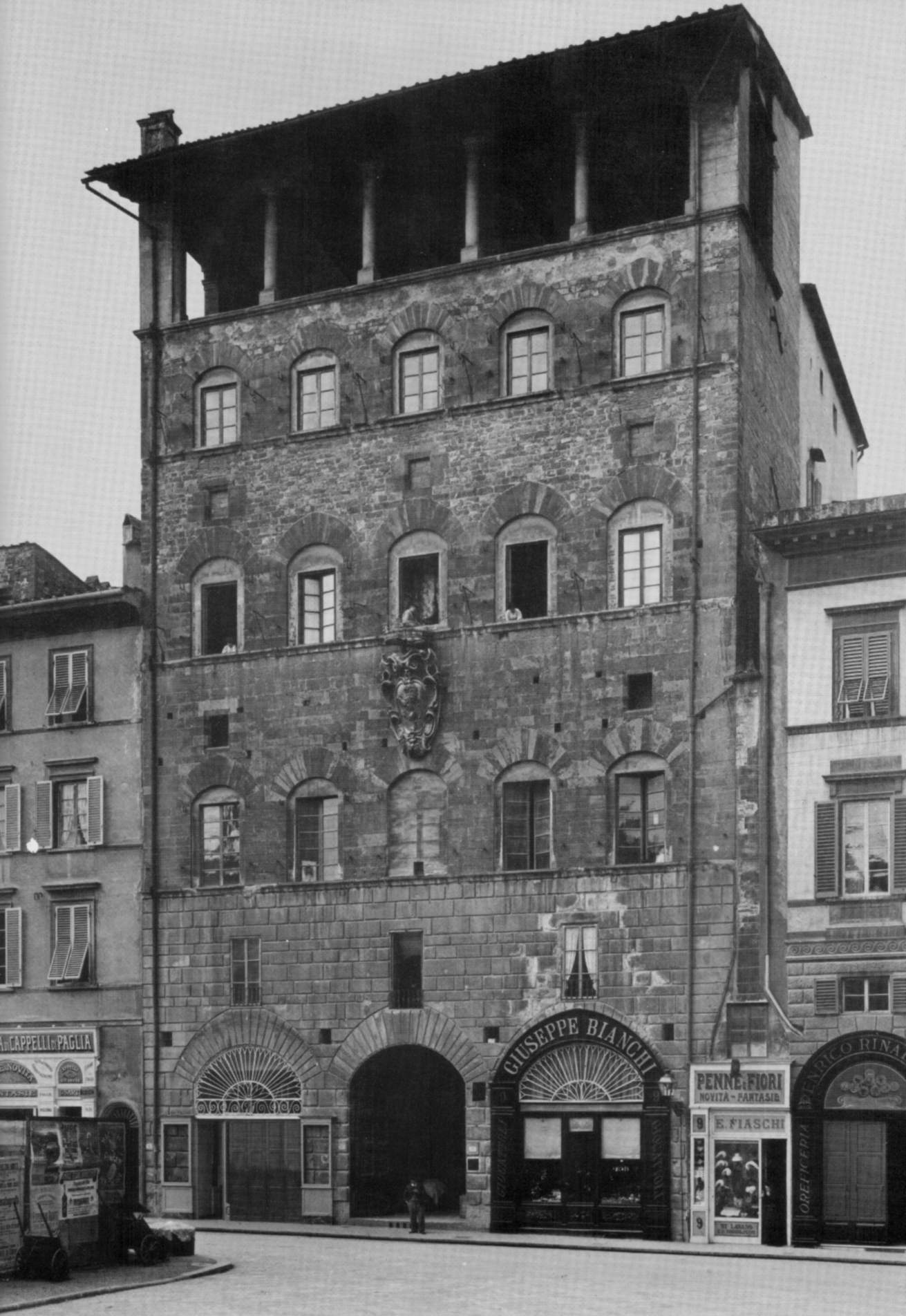
O Palazzo Davanzati em 1880, com as lojas no piso térreo.

O palácio representa um óptimo exemplo de arquitectura residencial florentina do século XIV. Construído em meados do século pela família Davizzi, mercadores ricos da Arte de Calimala (ou dos comerciantes), foi em seguida vendido, em 1516, à família Bartolini, ricos membros da Arte do Câmbio, e, por fim, em 1578 a Bernardo Davanzati, um outro rico comerciante.
Davanzati era um mercador, mecenas e erudito. Foi ele quem mandou colocar o brasão de família que se vê na fachada e fez construir a altana] (terraço com loggia) por cima do terceiro andar, no local da original merlatura típica das casas-torres medievais.
O palácio gozou dum certo esplendor em finais do século XVIII, quando hospedou a Accademia degli Armonici (Academia dos Harmónicos), na qual participaram compositores como Luigi Cherubini e Pietro Nardini.
O palácio pertenceu à família Davanzati até 1838, quando Carlo, último membro da família, se suicidou. O edifício foi, então, subdividido em apartamentos e sofreu várias modificações estruturais internas.
Em 1904, o imóvel, escapado por pouco às demolições oitocentistas, foi adquirido pelo antiquário Elia Volpi e em seguida restaurado e equipado segundo o estilo do século XIV. Em 1910, o novo proprietário abriu-o ao público pela primeira vez como museu privado "da Casa Florentina antiga", sendo de súbito muito amado pelos coleccionadores estrangeiros e pelos viajantes, que frequentemente o visitavam para tomar apontamentos para o equipamento das suas habitações . Em 1916, Volpi organizou um memorável leilão em Nova Iorque, onde vendeu com grande proveito todo o mobiliário do palácio: o evento é recordado como uma importante etapa para a difusão do gosto neo-renascentista nos Estados Unidos.
Em 1920, a casa estava remobilada e o mobiliário foi de novo objecto de venda em 1924, mas desta vez, em vez de ispersar, foi adquirido pelos antiquários de origem egípcia Vitale e Leopoldo Bengujat, que também arrendaram o edifício, adquirindo-o pouco depois (1926). Em 1934, o mobiliário foi vendido em leilão e adquirido pela Spanish Art Gallery.
Em 1951, o palácio foi adquirido pelo Estado Italiano, que o destinou definitivamente a museu, com móveis, pinturas e objectos provenientes em parte de outros museus florentinos e em parte de aquisições e doações recebidas. Em 1956, o museu foi reaberto com uma encenação que procurava recriar a atmosfera duma habitação privada.
A partir de finais da década de 1990 foi objecto dum longo e delicado restauro. Em 2005 foi reaberto o piso térreo e o primeiro andar, sendo completamente reaberto no dia 11 de Junho de 2009.

## Arquitectura exterior
O palácio não goza de fama arquitectónica por ser considerado não harmonioso devido à fachada alta e estreita. Esta apresenta um revestimento em arenito com três grandes portais no piso térreo e três filas de amplas janelas monóforas, de arco rebaixado, que iluminam os salões e são sublinhadas por cornijas marca-pisos. A altana quinhentista no último piso apresenta uma série de colunas sobre as quais pousa o beiral saliente.
Na fachada encontra-se o brasão dos Davanzati e ainda estão presentes numerosos erros e outras estruturas de ferro que tinham várias funções estruturais e decorativas: por exemplo, podiam-se colocar ali panos coloridos, roupas para estender ou gaiolas com aves. Nos lados das janelas ainda se veêm os ferros porta tochas ou bandeiras.

## Interiores

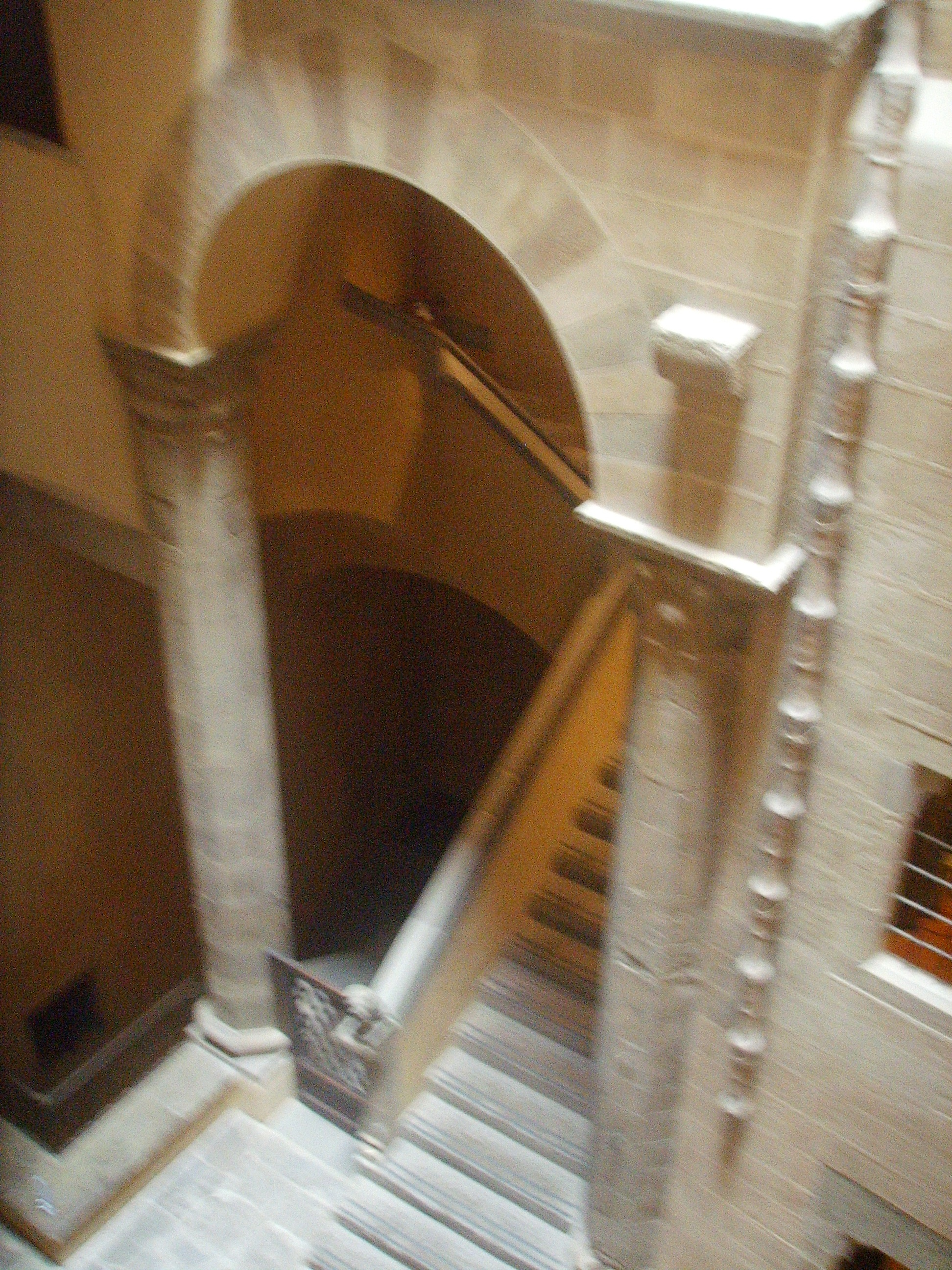
A escadaria

### O átrio
Crauzada a soleira do portão acede-se a um vão que antigamente era a loggia privada da família, aberta sobre a rua. É coberta por abóbadas de aresta e dividida em três campos. o tecto veêm-se quatro mata-cães de defesa, aberturas com as quais se podia vigiar a loggia a partir do primeiro andar e caçar eventuais agressores lançando projécteis e líquidos quentes. Na parede frontal vê-se pintado um brasão dos Dàvizzi, os originais construtores do palácio.
Enquanto se aguardava a conclusão dos trabalhos de reestruturação da organização das colecções, encontrava-se aqui exposta uma amostra das colecções do museu.

### O pátio
O sugestivo pátio é o centro do palácio, do qual se veêm cenograficamente os pisos acima num labirinto de escadas, passagens e galerias. O pátio apresenta um alpendre em dois lados composto por arcos, abóbadas e pilastras octogonais com capitéis com folhagens, com excepção dum que está maravilhosamente esculpido com figuras, talvez dos membros da família Davizzi.
O pátio apresenta argolas para atar os cavalos e um poço com muro privado numa esquina, verdadeiro luxo para a época, que, através dum engenhoso sistema de roldanas, permitia elevar a água a todos os pisos do edifício.
Na parte perimetral encontram-se uma caixa esculpida (Itália setentrional, século XVII), um banco (Lombardia, finais do século XVII) e fragmentos de decorações murais para habitações dos séculos XIV e XV, como Dame e cavalieri in un bosco ("Damas e cavaleiros num bosque") de artista desconhecido referente ao âmbito gótico tardio de meados do século XV.
Uma escada em pedra bastante íngreme no lado esquerdo, suportada por arcobotantes e mísulas, conduz aos andares, que sobressaem sobre grandes mísulas em direcção ao próprio pátio. No final do primeiro lanço encontra-se um afresco isolado da Madonna col Bambino ("Nossa Senhora com o Menino"), da Escola Umbra, datado do século XIV.

### Primeiro andar
No primeiro andar encontra-se um salão "madornale", que corresponde à loggia do piso térreo, uma sala de refeições, um estúdio e um quarto que correspondem ao pórtico do pátio.

#### Salão

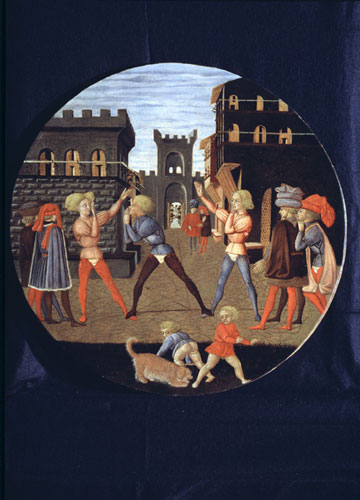
O desco da parto com o jogo do civettino, da autoria de Scheggia.

O salão principal, com tecto ricamente decorado, mostra nas paredes ganchos para panos e tapeçarias. Estão ali pendurados duas tapeçarias em coluna e um espaldeira com grotescos da tecelagem florentina do século XVI.
Presos à parede de entrada encontram-se três bustos de imperadores romanos em terracota vidrada, obra de Benedetto Buglioni. Frente à lareira com parede encontra-se um fole de ferreiro seiscentista de produção italiana.
A "armário" é de fabrico bolonhês, da primeira metade do século XV, e sobre este está suspenso um redondo representando a "Nossa Senhora com o Menino e santos", pintura da escola florentina de finais do século XVI. O baixo relevo com a "Nossa Senhora com o Menino" em estuque é, por outro lado, da escola de Desiderio da Settignano.
Um armário incrustado com motivos geométricos (oficina florentina do século XV) é encimado por um Busto di fanciullo ("Busto de rapaz") em mármore, atribuido a Antonio Rossellino. O desco da parto pintado, situado pouco acima, foi atribuido ao Mestre do Cassone Adimari, provavelmente Scheggia (o irmão de Masaccio), e representa o jogo do civettino.
No salão encontram-se, por outro lado, uma Madonna in trono col Bambino ("Nossa Senhora no trono com o Menino") em madeira polícroma (Escola Umbra, século XIV) e um grupo de caixs decoradas a pastilha sobre a mesa ao centro da sala, que remontam à segunda metade do século XV e são de produção ferrarense ou padovana.
Na primeira sala contígua ao salão encontra-se exposta a colecção de rendas de agulha e de bilros de fabrico europeu, além de bordados, todos datáveis entre o século XVII e o século XX. Interessante é a recolha de amosgtras, ou seja, aquelas peças com motivos mais fantasiosos usados como exercício para aprender a arte do bordado.

#### Sala dos Papagaios

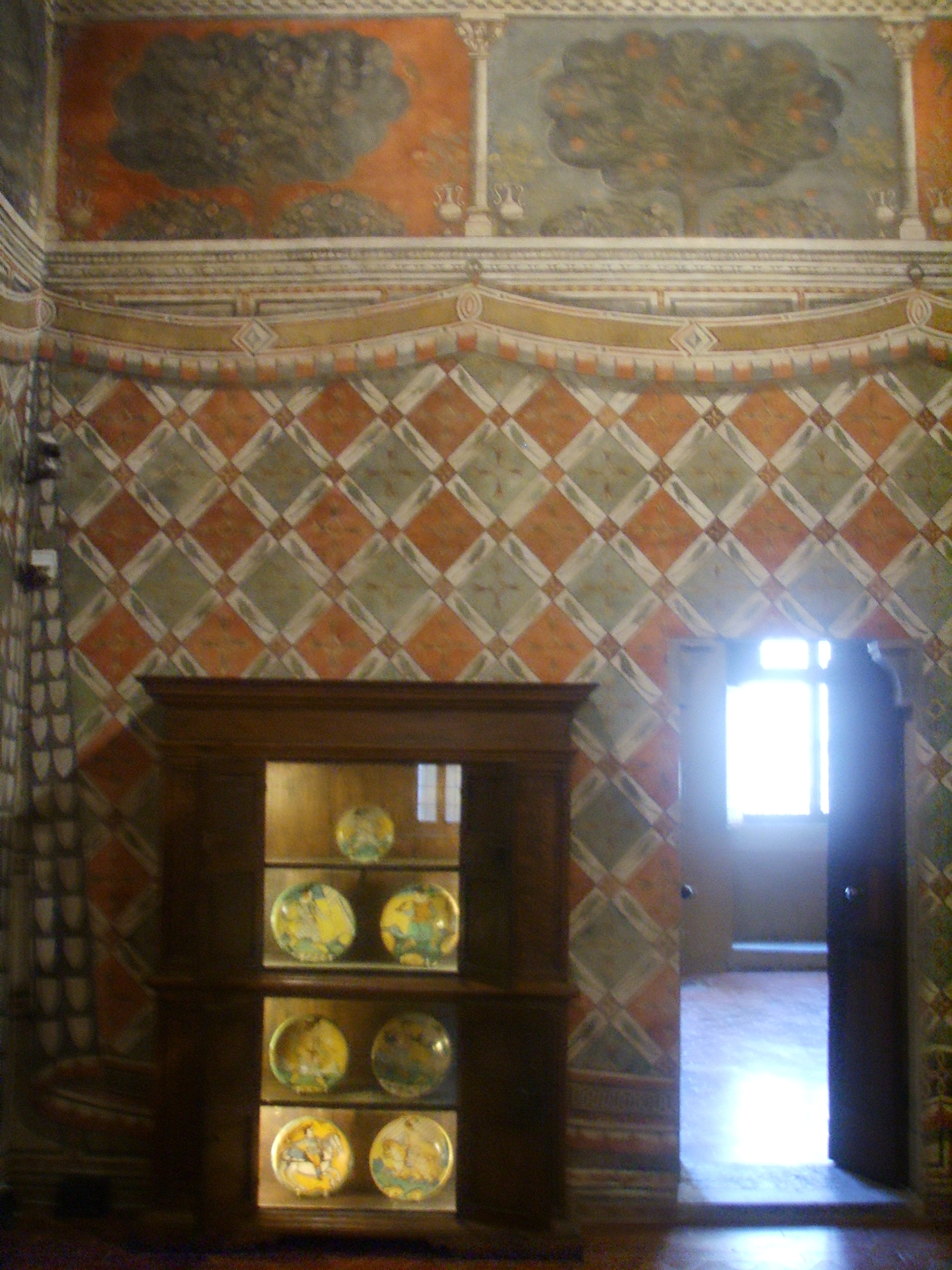
Sala dos Papagaios.

O ambiente mais célebre do palácio é o correspondnte, talvez, a uma sala de refeições, coberta por afrescos de finais do século XIV restaurados que imitam panos e tapeçarias, com o motivo ornamental de papagaios, de onde resulta o nome de Sala dei Pappagalli (Sala dos Papagaios). No registo superior estão pintadas árvores e colunas.
A credência da direita e a vitrine de parede hospedam uma colecção de peças de cerâmica: bacias, jarros e tigelas com decoração arcaica, dos séculos XIV e XV, de fabrico florentino, úmbrio a lacial.
Completam o mobiliário as cadeiras com traves, uma credência do século XVI de oficina toscana e vários objectos: uma caixa com puxadores em ferro (arte italiana do século XVI), um busto de freira (arte florentina da segunda metade do século XV) e dois ferros de biscoito na lareira.

#### Estúdio
O vizinho estúdio contém várias obras pictóricas: duas telas de Scheggia com os Triumviri che interrogano l'oracolo ("Triúnviros que interrogam o oráculo") e a Storia di Susanna ("História de Susana"); a pintura de San Giuseppe che ordina la ricerca della coppa ("São José que ordena a busca da taça") atribuida a Francesco Granacci; A Iniziazione di Icaro ("Iniciação de Ícaro"), talvez obra da juventude de Andrea del Sarto; a Trinità con i Santi Domenico e Girolamo ("Trindade com os Santos Domingo e Jerónimo") da escola de Jacopo del Sellaio; um Ritratto di scultore ("Retrato de escultor") da escola toscana do século XVI.
O mobiliário contém alguns pratos em majólica da manufactura de Montelupo do século XVII e uma terracota da Madonna annunciata (Nossa Senhora anunciada") de Antonio Rizzo, obra executada para o orfanato de Ferrara. O armário de escritório é de oficina florentina do século XVI, o contador de fabrico véneto de início do século XVI e a caixa-forte em ferro é lombarda da segunda metade do século XVI.

#### Sala dos Pavões

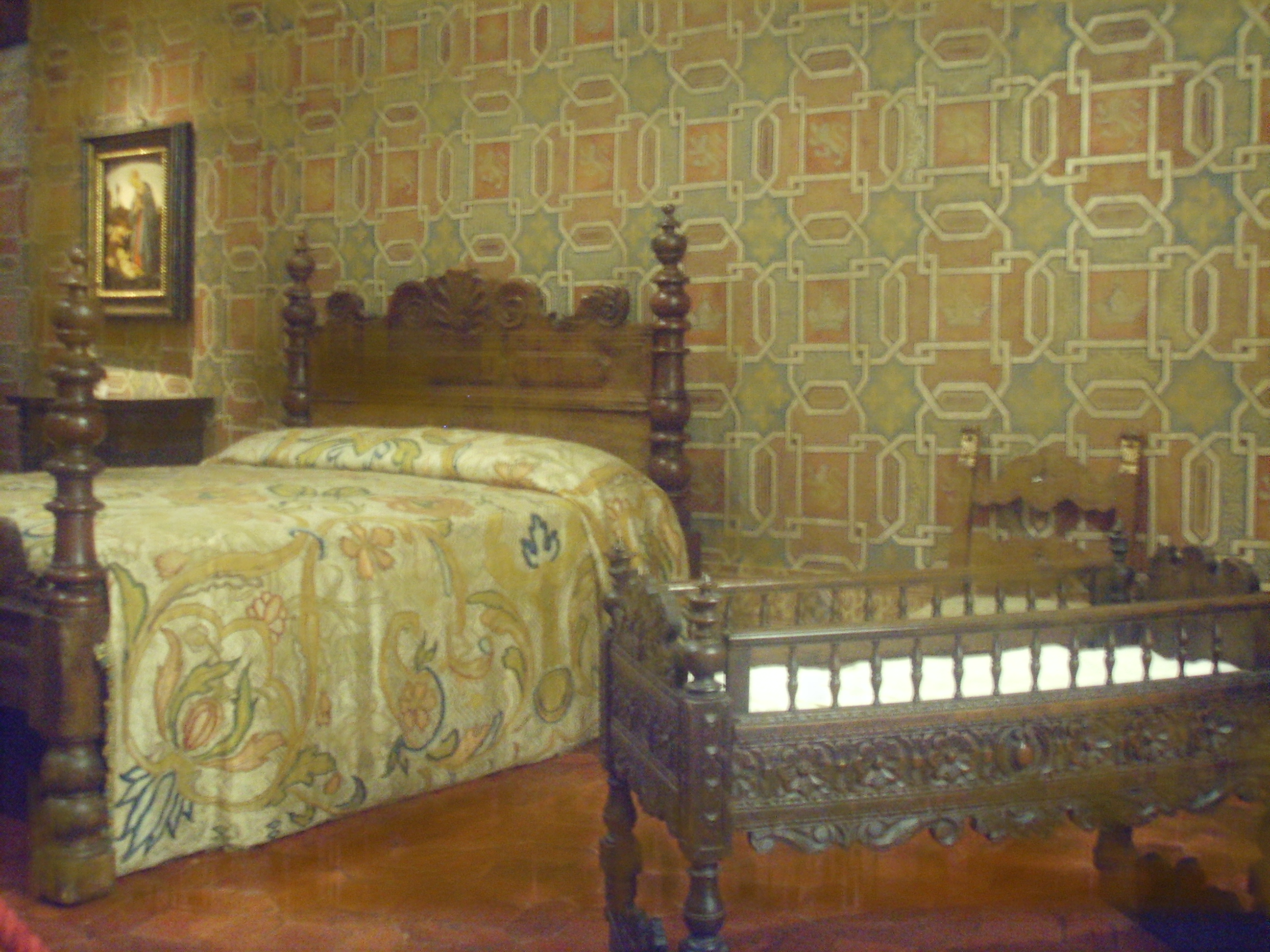
Sala dos Pavões

Através dum estreito corredor chega-se à câmara nupcial, também chamada de "Sala dei Pavoni" (Sala dos Pavões) devido aos afrescos sobre as paredes, com uma tapeçaria fingida com motivos geométricos (com leões, coroas e flores-de-liz) e uma fila de brasões de famílias ligadas aos Davizzi entre pavões e outras figuras.
O leito "à genovesa" foi produzido na Toscânia na segunda metade do século XVI, enquanto o berço é lombardo, do século XVII. O genuflexório, por fim, é de fabrico toscano do século XVI. Aqui se encontra a pintura devocional doméstica, um tríptico com a Incoronazione della Vergine ("Coroação da Virgem") ao centro, Tobiolo e l'angelo ("Tobias e o anjo") e San Paolo e l'Annuncizione ("São Paulo e a Anunciação") nas abas laterais, atribuido a Neri di Bicci.
A Madonna col Bambino ("Nossa Senhora com o Menino") em estuque e gesso, antes atribuida à oficina de Lorenzo Ghiberti, foi recentemente atribuida a Luciano Bellosi, o Mestre de San Pietro di Orsanmichele, ou seja, o jovem Filippo Brunelleschi.

### Segundo andar

#### Quarto
No segundo andar, o quarto é o único ambiente que conserva a decoração de afrescos. Numa faixa figurada encontra-se uma série de histórias amorosas, de aventura e de morte, tiradas da lenda medieval da Castellana di Vergi.
No que diz respeito aos mobiliários, o leito com colunas é de oficina toscana (século XVI com intergrações do século XIX); também se encontra aqui um berço (Itália meridional, seculo XVIII), um genuflexório (Itália central, século XVII), uma caixa esculpida (Toscânia, finais do século XVI) e uma tampa pintada (Florença, primeira metade do século XV). A terracota vidrada com a Vergine della Misericordia ("Virgem da Misericórdia") é datada de 1528 e provém da oficina de Della Robbia. Um nicho na parede conserva um manequim processional de oficina sienesa de início do século XVI.

#### Salão
O salão conserva uma colecção de terracotas esmaltadas dos séculos XVII e XVIII, entre as quais se destacam sete aquecedores em sapato setecentistas da Europa setentrional. Nas paredes encontram-se duas tapeçarias em coluna (Florença, século XI), uma tapeçaria com Storie di David e Betsabea ("Histórias de David e Betsabé" - Flandres, século XV), uma árvore genealógica dos Davanzati (anonimo toscano do século XVII) e uma pintura com retrato de João de Bicci de Médici, por Zanobi Strozzi.
Entre os móveis, destaca-se uma caixa-banco com espaldar (Florença, segunda metade do século XVI).

#### Sala de refeições
A sala de refeições conserva vários exemplares de terracota esmaltada de diversas manufacturas italianas, entre as quais uma colecção de saleiros do século XVIII. A pintura do Tempio di Ercole ("Templo de Hércules") é de Pier Francesco Foschi, enquanto as três telas com as Storie di Andromeda e Perseo ("Histórias de Andrómeda e Perseu") são atribuidas ao Mestre de Serumido (primeira metade do século XVI).
Completam o equipamento uma caixa véneta entalhada à oriental (segunda metade do século XVI), uma caixa incrustada com motivos geométricos (Itália setentrional, finais do século XV) e uma caixa com entalhe plano com cenas cavalheirescas, de oficina véneta de meados do século XVI.

#### Estúdio
O estúdio do segundo andar é semelhante ao do primeiro em termos de dimensões. Aqui se encontram duas caixas de enxoval (oficina umbra do início do século XVI e oficina florentina da primeira metade do século XV) e quatro telas semicirculares pintadas por Scheggia, com alguns dos Triunfos de Petrarca: Trionfo dell'Amore, della Morte, della Fama e dell'Eternità ("Triunfo do Amor", da Morte", "da Fama" e "da Eternidade").
Outras obras são: o tabernáculo com Santo Stefano ("Santo Estêvão"), obra de Spinello Aretino; a Madonna del parto ("Nossa Senhora do parto"), atribuida a Rossello di Jacopo Franchi; a Madonna dell Umiltà ("Nossa Senhora da Humildade") e a Madonna col Bambino e angeli ("Nossa Senhora com o Menino e anjos") na maneira de Jacopo di Cione; dois painéis com Epifania e Predicazione e martirio di San Pietro ("Pregação e martírio de São Pedro"), de autor anónimo toscano do século XV.

### Terceiro andar
No terceiro andar encontra-se a Camera delle Impannate, com as paredes pintadas com um friso dum pomar com vasos. No último andar encontrava-se a cozinha, colocada no alto para evitar a impregnação da casa com fumos e vapores e, também, para permitir uma rápida fuga em caso de incêndio. Hoje está mobilada com um armário da Itália do Norte (segunda metade do século XVI), uma tela de oficina toscana (finais do século XVI) e vários utensílios antigos e instrumentos de trabalho feminino: misturador, espeto, espremedor, candeeiros, teares, ferro de passar roupa, roca para fiar, entre outros.
A sala contígua, que corresponde aos salões nos pisos inferiores, conserva um cofre de oficina sienense e alguns painéis didáticos sobre a vida quotidiana no século XIV.